# Passerelle de Mazamet
La passerelle de Mazamet ou d'Hautpoul est un ouvrage d'art piéton situé à Mazamet, en France. Elle est construite en 2018 et s'étend sur 140 mètres de long. Aménagée comme attraction touristique, elle permet de relier et mettre en valeur le village médiéval d'Hautpoul ainsi que le patrimoine naturel qui l'entoure.

## Situation et accès
La passerelle franchit la vallée de l'Arnette et permet de relier les ruines de l'église Saint-Sauveur au village d'Hautpoul et à son château, sur le territoire de la commune de Mazamet, et plus largement au sud du département du Tarn.
Elle est ouverte tous les jours de la semaine et sa traversée est gratuite.

## Histoire

### Prémices
L'idée d'une passerelle touristique émane du Club alpin de Mazamet. Une telle construction devient l'un des 20 projets que porte Olivier Fabre durant sa campagne lors des élections municipales de 2014 qu'il remporte. Projet préventivement évalué à 500 000 €, dont 100 000 € à la charge de la Ville, il est compris dans le 3e budget du mandat voté en mars 2016. Son lancement a lieu dans la première moitié de 2017,. La réalisation de l'ouvrage s'inspire notamment de la passerelle suspendue Charles Kuonen, en Suisse, construite la même année.

### Construction
Les travaux de construction débutent en juin 2018 et durent 4 mois. Un groupe d'entreprises intervient sur le chantier parmi lesquelles s'illustre la société coopérative et participative mazamétaine Cabrol qui réalise la totalité des éléments métalliques.
Le coût de l'ouvrage s'élève finalement à 581 884 €, avec des financements de la Ville, la Communauté d'agglomération de Castres-Mazamet, le Département du Tarn, la Région Occitanie et l'État français.

### Inauguration
La cérémonie d'inauguration a lieu le 15 septembre 2018, en présence de notabilités et de nombreux habitants. On traverse ainsi pour la première fois la vallée et le ruban inaugural est coupé vers 11 h 30 par le maire de Mazamet, Olivier Fabre.
Des discours sont également prononcés au cours de cette cérémonie :

« Cette passerelle fait un lien entre le passé, le présent et l’avenir. C’est une nouvelle étape de la renaissance d’Hautpoul, initiée il y a 25 ans par Michel Bourguignon. Après 150 ans d’industrie, la vallée de l’Arnette se tourne aujourd’hui vers la nature et le tourisme vert. Cette réalisation va porter à l’extérieur la vraie image de Mazamet, celle d’une ville qui ose entreprendre de grandes choses et les mener à bien. »

— Olivier Fabre, maire de Mazamet
En outre, la cérémonie est également diffusée par des radioamateurs via la Radio Club de la Montagne Noire jusqu'aux pays frontaliers.

### Aménagements
De multiples aménagements autour de la passerelle sont mis en place progressivement, ce qui permet notamment d'améliorer les accès. La Ville met notamment en place de nouvelles signalétiques et des panneaux de renseignements, facilite le stationnement et projette l'installation de nouveaux établissements.

## Structure
La passerelle, de type pont de singe, s'étend sur une longueur de 140 mètres et une largeur de 1,2 mètre, avec un tirant d'air — distance qui la sépare du fond de la vallée — de 70 mètres. L'ensemble de la structure métallique est en acier galvanisé, ce qui permet de limiter les effets de corrosion. Il est supporté par une série de câbles porteurs sur toute la longueur. Sur les deux extrémités s'inscrivent deux poteaux de 3 et 3,5 mètres permettant de relier des câbles porteurs aux ancrages par des câbles de tension. Sous la structure, deux câbles au vent renforcent la stabilité en limitant les altérations causées par le vent. Pour la protection des visiteurs, la passerelle est équipée d'un grillage de protection sur les côtés surmonté de garde-corps de 1,4 mètre de haut.

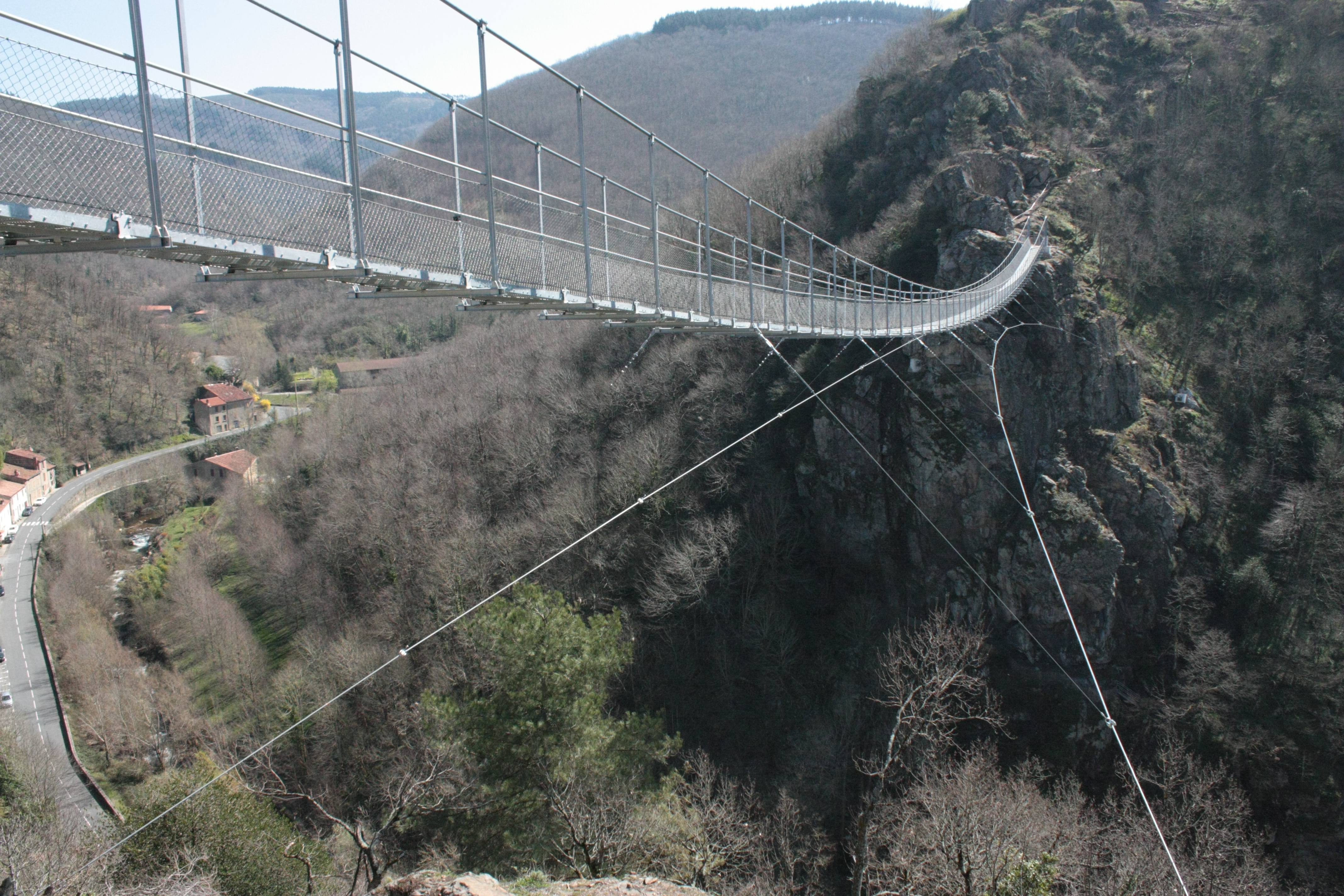
Dessous du tablier et câbles de stabilisation.
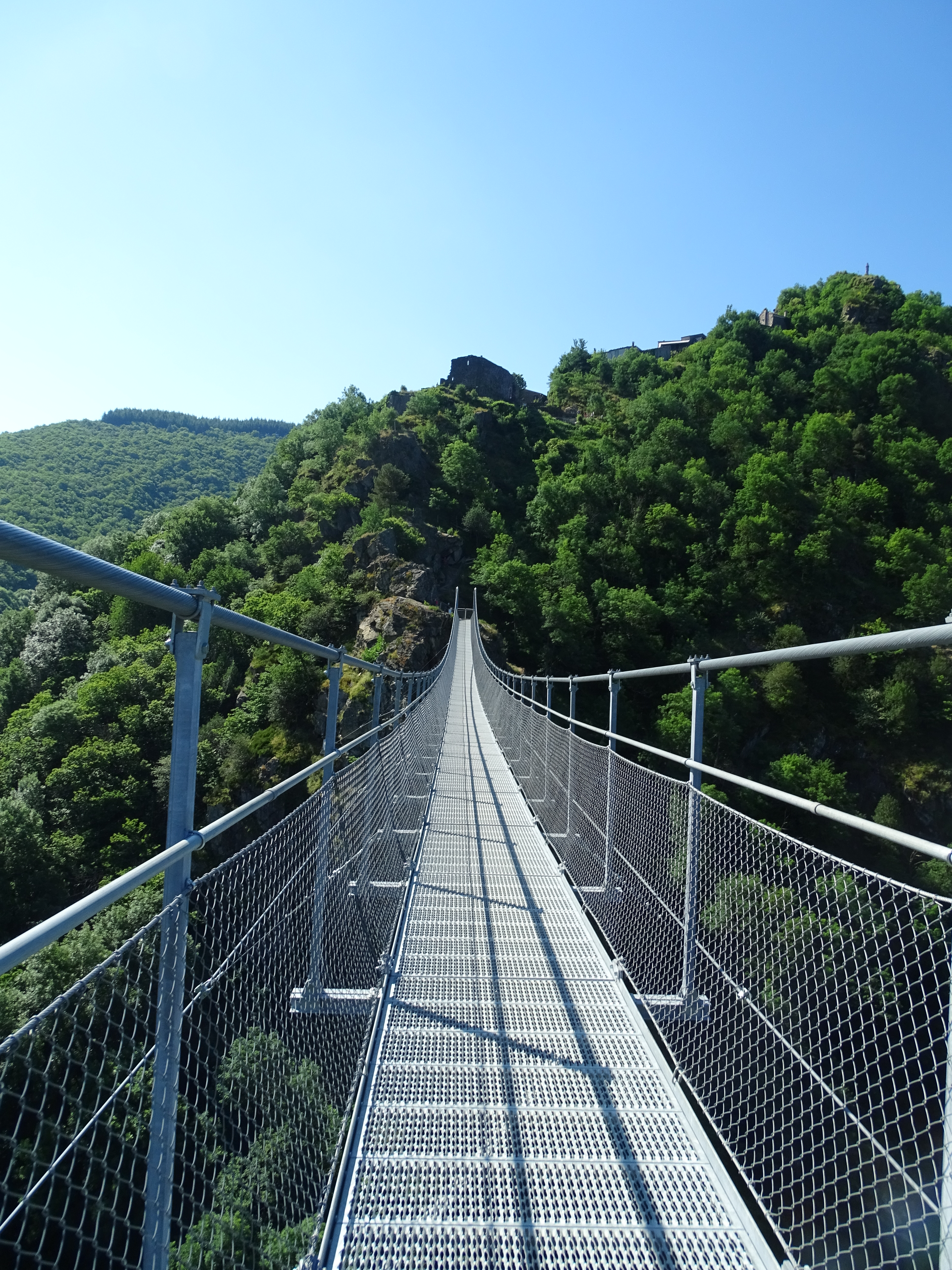
Dessus du tablier.
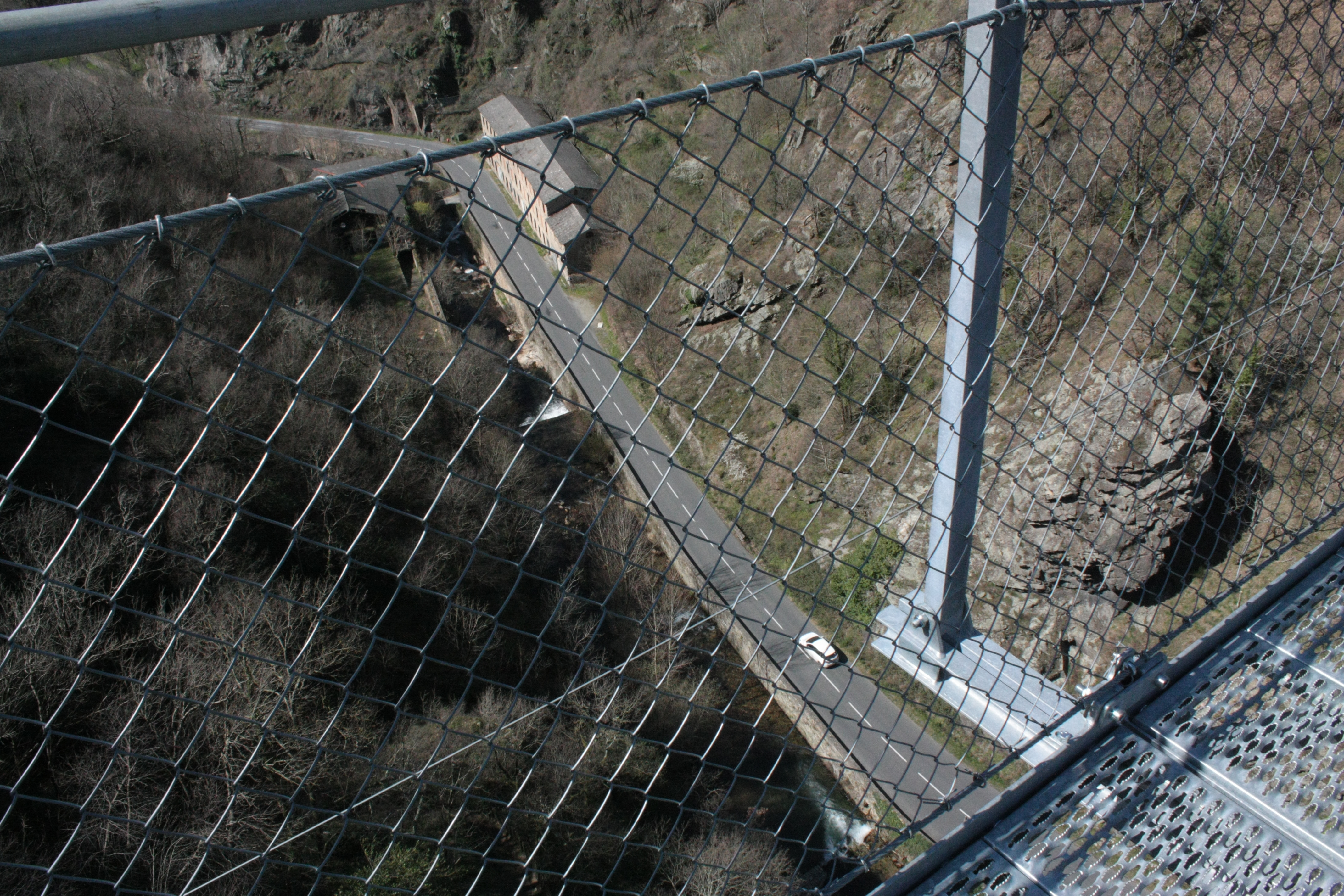
Grillage de protection et vue sur la route.
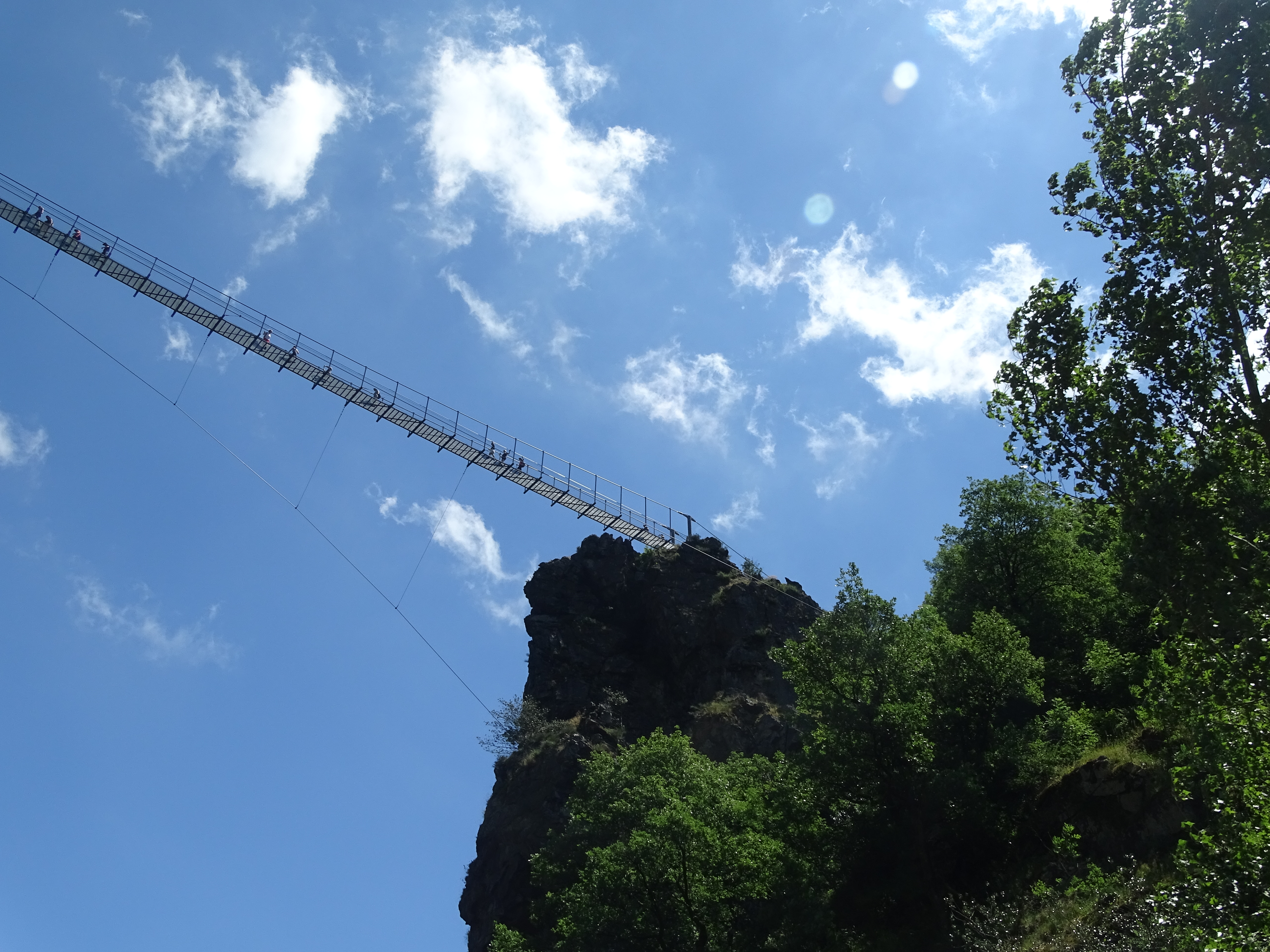
Dessous depuis le bas de la vallée.

## Fréquentation
Entre le 15 septembre et le 15 novembre 2018, soit les deux premiers mois, la passerelle a compté plus de 20 000 visiteurs.
Un nouveau système de comptage quotidien a été installé en mai 2022 pour suivre la fréquentation de la passerelle. Ce dispositif a recensé 113 500 visiteurs entre mai 2022 et mai 2023.

## Cas mortels
Depuis l'ouverture de la passerelle, deux accidents mortels se sont produits depuis celle-ci :
- le 21 juin 2020, vers 10 h, un homme de Mazamet âgé de 36 ans se jette du haut de la passerelle. Juste avant, il passe un appel téléphonique à sa mère chez laquelle il habitait, puis, escalade les protections métalliques, comme le confirment deux témoins qui, l'ayant vu de loin, préviennent alors rapidement les secours d'urgence. Son corps inerte est retrouvé gisant sur la route des Usines. Il était souffrant de troubles psychiques et aurait précédemment commis plusieurs tentatives de suicide, comme le précise le commissariat de Mazamet[15],[16].
- le 17 février 2021, un corps est découvert en contrebas de la passerelle par un promeneur qui prévient les secours d'urgence. D'après les papiers d'identité retrouvés sur lui, c'est un homme de Saint-Amans-Soult âgé de 29 ans[17]. Une enquête de police est ouverte pour déduire les circonstances du drame : la piste d'un suicide est alors privilégiée[18].